# Liste der Naturdenkmäler in Mölten
Die Liste der Naturdenkmäler in Mölten (italienisch Meltina) enthält die drei als Naturdenkmal ausgewiesene Objekte auf dem Gebiet der Gemeinde Mölten in Südtirol.
Basis ist das im Internet einsehbare offizielle Verzeichnis der Naturdenkmäler in Südtirol (Stand: 23. Januar 2015). Dabei kann es sich um botanische, geologische oder hydrologische Naturdenkmäler handeln. Die Reihenfolge in dieser Liste orientiert sich an der ID, alternativ ist sie auch nach dem Namen sortierbar.

## Liste
| Foto |                 | Name                           | Standort                     | Beschreibung                                         |
| ---- | --------------- | ------------------------------ | ---------------------------- | ---------------------------------------------------- |
| BW   | Datei hochladen | Buche am Tschaufen ID: 051_G01 | 46° 33′ 13″ N, 11° 16′ 1″ O  | Botanisches Naturdenkmal: Buche                      |
| BW   | Datei hochladen | Erdpyramiden ID: 051_G02       | 46° 35′ 11″ N, 11° 15′ 48″ O | Geologisches Naturdenkmal: Erdpyramiden              |
| ja   | Datei hochladen | Stoanerne Mandln ID: 051_G03   | 46° 38′ 7″ N, 11° 18′ 14″ O  | Geologisches Naturdenkmal: Geomorphologisches Objekt |

| Foto: | Fotografie des Naturdenkmals. Klicken des Fotos erzeugt eine vergrößerte Ansicht. Daneben finden sich zwei Symbole: |
| ID    | Identifikator bei der Abteilung Natur, Landschaft und Raumentwicklung der Südtiroler Landesverwaltung               |